# Hôtel Kimpton Fitzroy London
L'Hôtel Kimpton Fitzroy London, appelé l'Hôtel Russell jusqu'en 2018, est un hôtel cinq étoiles situé à Londres.

## Situation et accès
L'hôtel est situé sur Russell Square à Bloomsbury, dans le borough londonien de Camden.
La station de métro la plus proche est Russell Square, où circulent les trains de la ligne  Piccadilly. 
Plusieurs autres stations de métro sont à proximité : Euston Square au nord, Goodge Street à l’ouest, Tottenham Court Road au sud et Chancery Lane à l’est.

## Historique

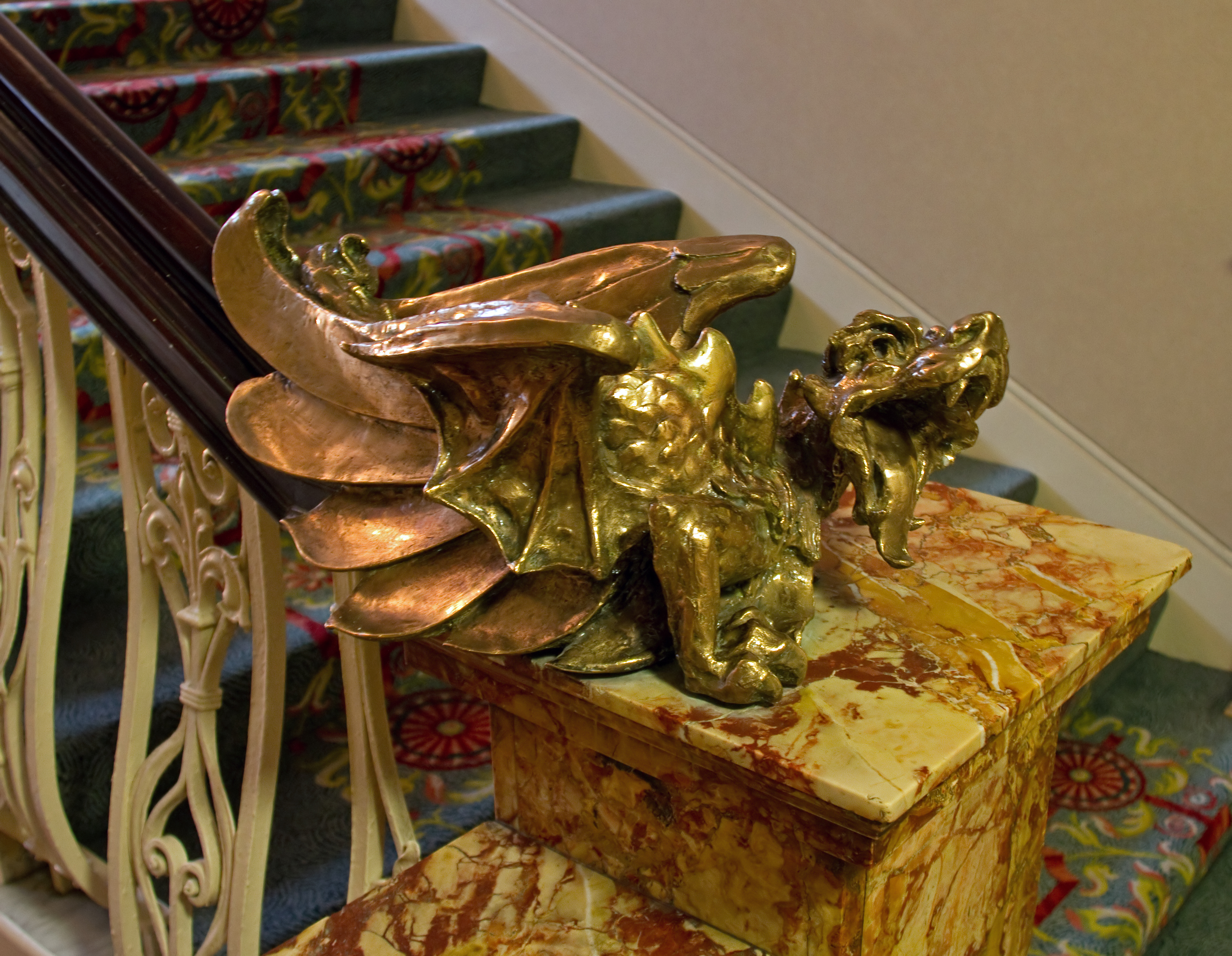
Le dragon Lucky George.

L'hôtel est construit en 1898 par l'architecte Charles Fitzroy Doll. 
Son architecture néo-Renaissance éclectique est inspirée par la structure de l'ancien château de Madrid au bois de Boulogne à Paris mais aussi par de nombreux éléments des châteaux danois de style maniériste comme Frederiksborg et Kronborg, le tout avec une multiplication des lignes, des volumes et des ouvertures qui l’intègre nettement à l'architecture typiquement anglaise (en faisant référence notamment aux styles Tudor et élisabéthain). Cette manière d'utiliser des références étrangères pour enrichir une architecture nationale anglaise est très répandue à l'époque victorienne. 
Son restaurant passe pour être presque identique à la salle à manger du Titanic, que l'architecte de l'hôtel a également conçue. Ainsi peut-on trouver dans l'hôtel Lucky George, un dragon de bronze, dans l'escalier du deuxième étage : une copie identique se trouvait sur le Titanic.
L'hôtel, semblable à un palais, richement meublé, est orné d'un escalier en marbre des Pyrénées et d'un jardin intérieur en contrebas. À son ouverture, chaque chambre est équipée d'une salle de bains privative, une grande innovation à l'époque.
Un hôtel similaire du même architecte, l'Imperial Hotel, a également été construit sur Russell Square mais a été démoli à la fin des années 1960.
Les statues grandeur nature de quatre reines britanniques - Élisabeth Ire, Marie II, Victoria et Anne - au-dessus de l'entrée principale - sont l'œuvre du sculpteur Henry Charles Fehr. La façade intègre les blasons des nations du monde qui existaient en 1898 dans les écoinçons du premier étage.
L'hôtel est l'un des rares qui n'a pas été repris par le War Office au cours de la Seconde Guerre mondiale. Il survit à la guerre, en grande partie intact, mais le magnifique dôme qui se trouvait sur le toit est endommagé lors d'un raid aérien de 1941 et n'a pas été remplacé. 
Les Universités Russell Group sont nommées ainsi d'après l'hôtel Russell, où les premières réunions informelles ont eu lieu.
L'hôtel rouvre ses portes après une longue restauration le 16 avril 2018 et prend le nom officiel de Hôtel Kimpton Fitzroy London.
Il est actuellement détenu et exploité par l'InterContinental Hotels Group.

## Galerie

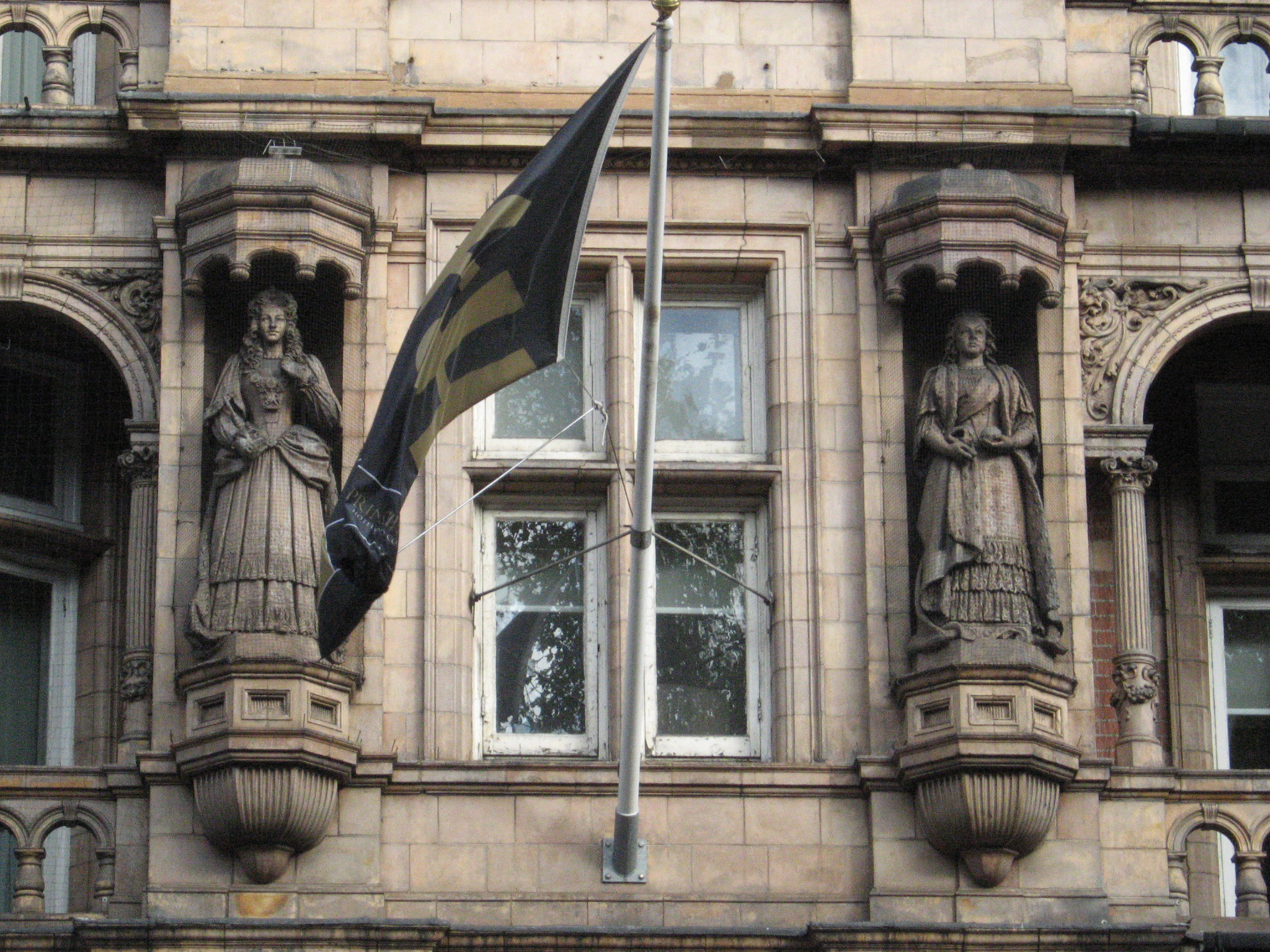
Statues des reines britanniques, par Henry Charles Fehr.
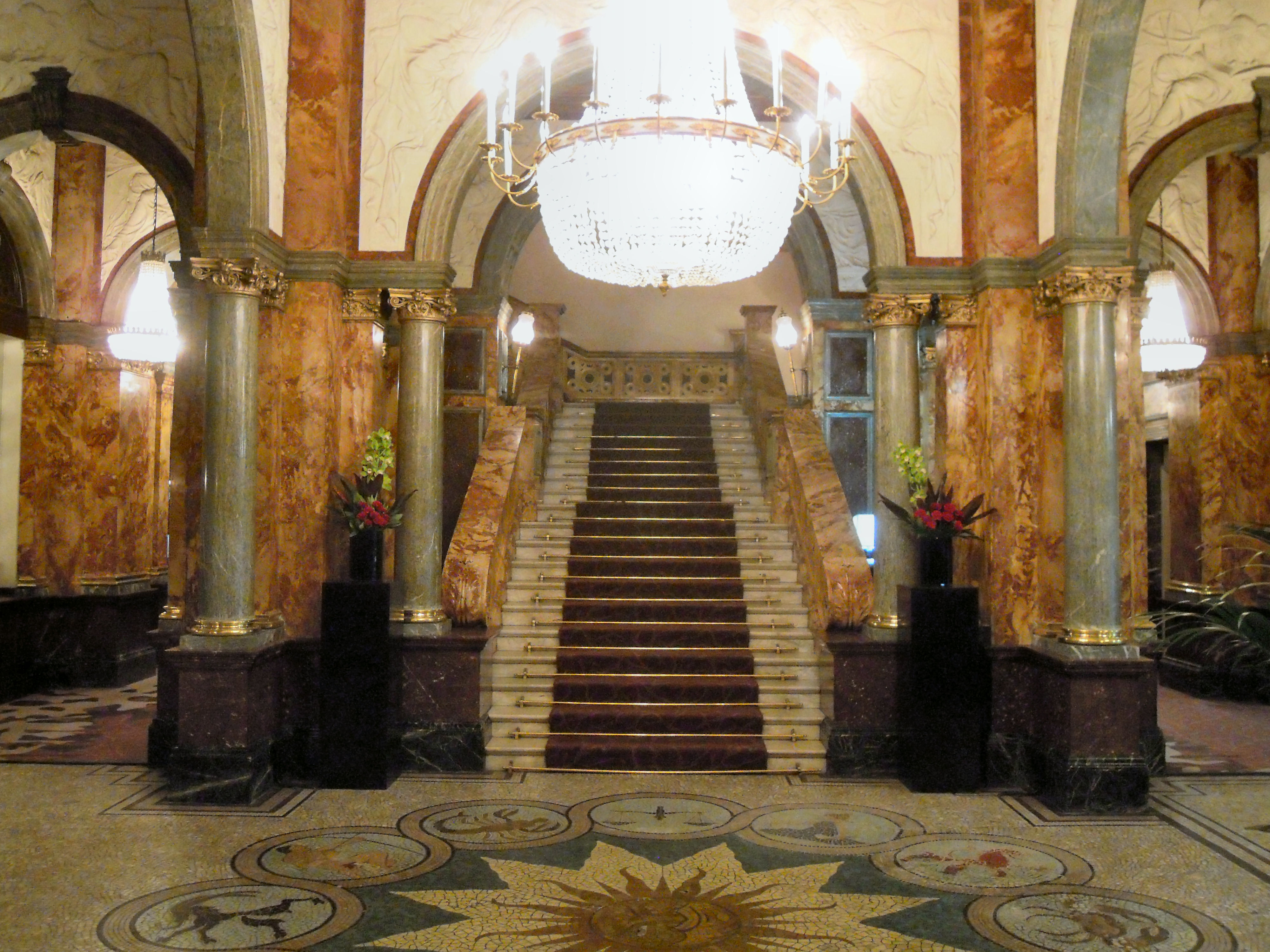
L'escalier en marbre des Pyrénées.
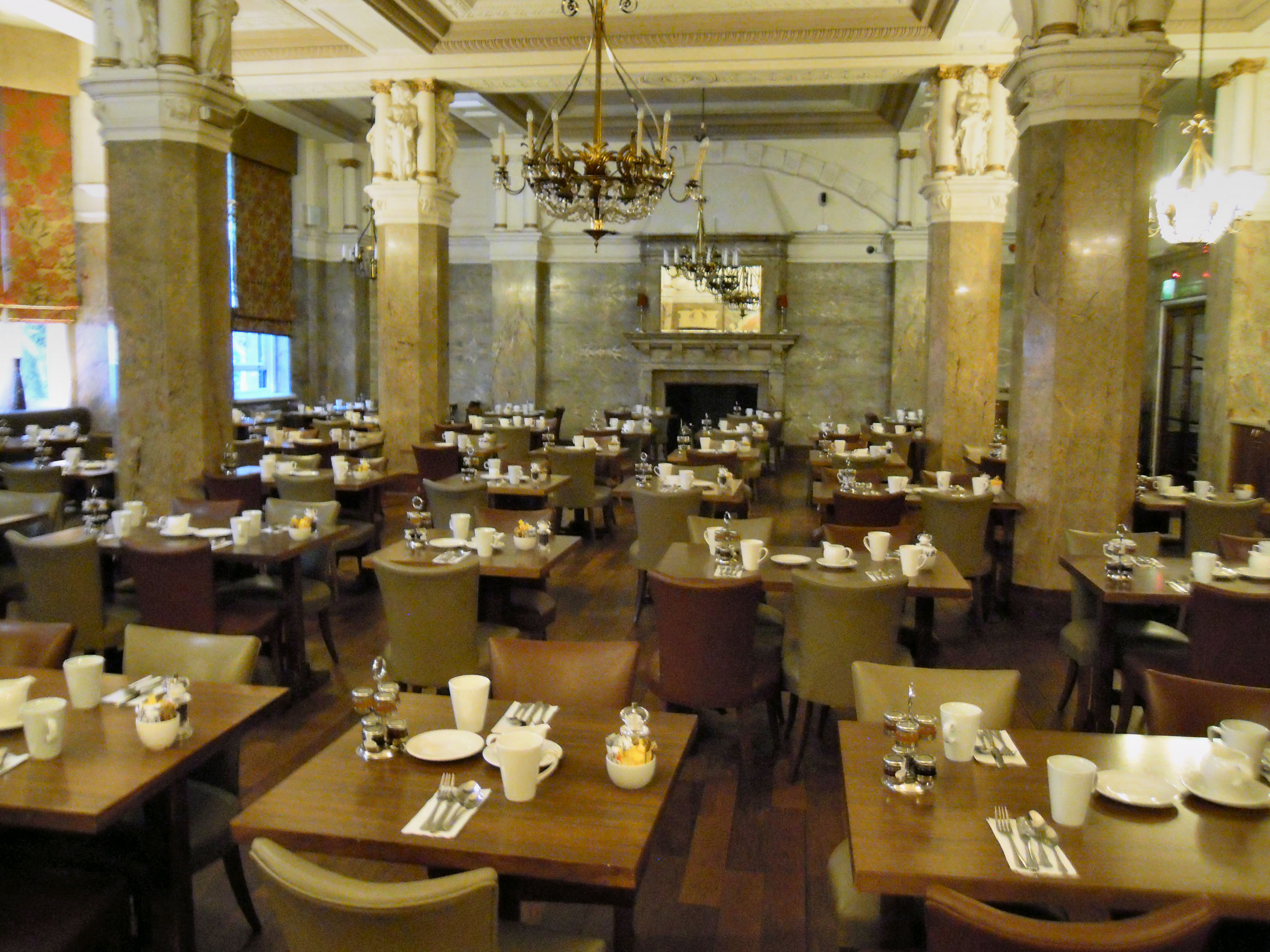
Le restaurant Tempus, identique à celui du Titanic.